# 穆尔河畔苏尔茨巴赫
穆尔河畔苏尔茨巴赫是德国巴登-符腾堡州的一个市镇。总面积40.11平方公里，总人口5242人，其中男性2520人，女性2722人（2011年12月31日），人口密度131人/平方公里。